# Distretto di Santo Domingo de los Olleros
Il distretto di Santo Domingo de los Olleros è uno dei trentadue distretti della provincia di Huarochirí, in Perù. Si trova nella regione di Lima e si estende su una superficie di 552,32 chilometri quadrati.
Ha per capitale la città di Santo Domingo de los Olleros.